# Charles-Jacques Billaudel
Charles-Jacques Billaudel, ou Jacques-Charles Billaudel, est un architecte, expert-juré né en 1698, mort à Marly-le-Roi le 13 mai 1762,.

## Biographie
Il est intendant des bâtiments du roi en 1723. Il habite alors à Versailles dans l'ancien hôtel d'Alaigre, construit par le célèbre financier Joseph Pâris Duverney. En 1737, le roi ayant accordé cet hôtel au marquis d'Antin en 1726, il lui donne 5 000 livres pour le dédommager. En 1729, il apparaît dans un acte comme résidant à la Samaritaine.
Il est nommé contrôleur du château de Saint-Germain-en-Laye et du château de Compiègne, en remplacement Jean Aubert, en 1741. Il a proposé un grand projet de reconstruction du château de Compiègne en 1747.
En 1749 il reçoit en don la moitié d'une maison située rue du Coq, appelée hôtel de Grammont
Il est contrôleur des travaux du château de Choisy-le-Roi. En 1742 il écrit au sculpteur Lambert-Sigisbert Adam pour qu'il retire un buste du roi qu'il a fait. En 1752, il entreprend le doublement en épaisseur de l'ancien château de Mademoiselle de Montpensier suivant les plans d'Ange-Jacques Gabriel..
En 1756, il succède à Jacques-Germain Soufflot comme contrôleur des travaux du château de Marly. 
Il est Intendant-ordonnanceur général des bâtiments du Roi et grand gruyer, maître des Eaux et Forêts du duché de Mazarin. Pour ce dernier titre, il exerce la justice en première instance sur tous les délits commis dans les forêts du ressort de ce duché.
Intendant des bâtiments du roi, il participe aux réunions de l'Académie royale d'architecture depuis août 1725. Il est proposé comme architecte de la 2e classe de l'Académie, en remplacement de Nicolas Delespine, directement par le duc d'Antin, au cours de la réunion du 5 décembre 1729, en contradiction avec le règlement de l'Académie, mais il est élu par la totalité des présents. Il obtient du roi son brevet d'architecte de la 2e classe en décembre 1734. Il est nommé architecte de la 1re classe en 1755.
Il a épousé Marie Louise Duverny dont il a eu Jean-René Billaudel (1733-1786), architecte, contrôleur des bâtiments du roi.